# Albo d'oro del campionato georgiano di calcio
La pagina elenca le squadre vincitrici del massimo livello del campionato georgiano di calcio.

## Albo d'oro

### Epoca Sovietica
- 1927 : Batumi XI
- 1928 : Tbilisi XI
- 1929-35 : non disputato
- 1936 : ZII Tbilisi
- 1937 : Lokomotiv Tbilisi
- 1938 : Dinamo Batumi
- 1939 : Nauka Tbilisi
- 1940 : Dinamo Batumi
- 1941-42 : non disputato
- 1943 : ODKA Tbilisi
- 1944 : non disputato
- 1945 : Lokomotiv Tbilisi
- 1946 : Dinamo Kutaisi
- 1947 : Dinamo Sukhumi
- 1948 : Dinamo Sukhumi
- 1949 : Torpedo Kutaisi
- 1950 : TODO Tbilisi
- 1951 : TODO Tbilisi
- 1952 : TTU Tbilisi
- 1953 : TTU Tbilisi
- 1954 : TTU Tbilisi
- 1955 : Dinamo Kutaisi
- 1956 : Lokomotiv Tbilisi
- 1957 : TTU Tbilisi
- 1958 : TTU Tbilisi
- 1959 : Metallurg Rustavi
- 1960 : Imereti Kutaisi
- 1961 : Guria Lanchuti
- 1962 : Imereti Kutaisi
- 1963 : Imereti Kutaisi
- 1964 : IngurGES Zugdidi
- 1965 : Tolia Tbilisi
- 1966 : Guria Lanchuti
- 1967 : Marchali Macharadze
- 1968 : SKA Tbilisi
- 1969 : Sulori Vani
- 1970 : SKIF Tbilisi
- 1971 : Guria Lanchuti
- 1972 : Lokomotiv Samtredia
- 1973 : Dinamo Zugdidi
- 1974 : Metallurg Rustavi
- 1975 : Magaroeli Chiatura
- 1976 : SKIF Tbilisi
- 1977 : Mziuri Gali
- 1978 : Kolheti Poti
- 1979 : Metallurg Rustavi
- 1980 : Mechakhte Tkibuli
- 1981 : Mechakhte Tkibuli
- 1982 : Marchali Macharadze
- 1983 : Samgulari Tshaltubo
- 1984 : Metallurg Rustavi
- 1985 : Shadrevani-83 Tshaltubo
- 1986 : Shevardeni Tbilisi
- 1987 : Marchali Macharadze
- 1988 : Kolheti Poti
- 1989 : Shadrevani-83 Tshaltubo

### Post indipendenza

#### Umaglesi Liga
| Anno      | Vincitore             | Secondo posto        | Capocannoniere                                                                          |
| --------- | --------------------- | -------------------- | --------------------------------------------------------------------------------------- |
| 1990      | Iberia Tbilisi (1)    | Guria Lanchkhuti     | Gia Guruli (Dinamo Tbilisi, 23 reti) Mamuka Pantsulaia (Gorda Rustavi, 23 reti)         |
| 1991      | Iberia Tbilisi (2)    | Guria Lanchkhuti     | Otar Korgalidze (Gurija Lanchkhuti, 14 reti)                                            |
| 1991-1992 | Dinamo Tbilisi (3)    | Tskhumi Sukhumi      | Otar Korgalidze (Gurija Lanchkhuti, 40 reti)                                            |
| 1992-1993 | Dinamo Tbilisi (4)    | Shevardeni-1906      | Merab Megreladze (Samgurali, 41 reti)                                                   |
| 1993-1994 | Dinamo Tbilisi (5)    | K'olkheti-1913 Poti  | Merab Megreladze (Margveti Zestaponi, 31 reti)                                          |
| 1994-1995 | Dinamo Tbilisi (6)    | Samt'redia           | Giorgi Daraselia (Kolkheti 1913 Poti, 26 reti)                                          |
| 1995-1996 | Dinamo Tbilisi (7)    | Margveti Zest'aponi  | Zviad Endeladze (Margveti Zestafoni, 40 reti)                                           |
| 1996-1997 | Dinamo Tbilisi (8)    | K'olkheti-1913 Poti  | Giorgi Demet'radze (Dinamo Tbilisi, 26 reti) Davit Ujmajuridze (Dinamo Batumi, 26 reti) |
| 1997-1998 | Dinamo Tbilisi (9)    | Dinamo Batumi        | Levan Khomeriki (Dinamo Tbilisi, 23 reti)                                               |
| 1998-1999 | Dinamo Tbilisi (10)   | T'orp'edo Kutaisi    | Mikheil Ashvetia (Dinamo Tbilisi, 26 reti)                                              |
| 1999-2000 | T'orp'edo Kutaisi (1) | WIT Georgia          | Zurab Ionanidze (Torpedo Kutaisi, 24 reti)                                              |
| 2000-2001 | T'orp'edo Kutaisi (2) | Lok’omot’ivi Tbilisi | Zaza Zirakishvili (Dinamo Tbilisi, 21 reti)                                             |
| 2001-2002 | T'orp'edo Kutaisi (3) | Lok’omot’ivi Tbilisi | Suliko Davitashvili (Lokomotivi/Merani, 18 reti)                                        |
| 2002-2003 | Dinamo Tbilisi (11)   | T'orp'edo Kutaisi    | Zurab Ionanidze (Torpedo Kutaisi, 26 reti)                                              |
| 2003-2004 | WIT Georgia (1)       | Sioni Bolnisi        | Suliko Davitashvili (Torpedo Kutaisi, 20 reti)                                          |
| 2004-2005 | Dinamo Tbilisi (12)   | T'orp'edo Kutaisi    | Levan Melkadze (Dinamo Tbilisi, 27 reti)                                                |
| 2005-2006 | Sioni Bolnisi (1)     | WIT Georgia          | Jaba Dvali (Dinamo Tbilisi, 21 reti)                                                    |
| 2006-2007 | Olimpi Rustavi (1)    | Dinamo Tbilisi       | Sandro Iashvili (Dinamo Tbilisi, 21 reti)                                               |
| 2007-2008 | Dinamo Tbilisi (13)   | WIT Georgia          | Mikheil Khutsishvili (Dinamo Tbilisi, 16 reti)                                          |
| 2008-2009 | WIT Georgia (2)       | Dinamo Tbilisi       | Nikoloz Gelashvili (Zestaponi, 19 reti)                                                 |
| 2009-2010 | Olimpi Rustavi (2)    | Dinamo Tbilisi       | Anderson Aquino (Olimpi Rustavi, 26 reti)                                               |
| 2010-2011 | Zest'aponi (1)        | Dinamo Tbilisi       | Nikoloz Gelashvili (Zestaponi, 18 reti)                                                 |
| 2011-2012 | Zest'aponi (2)        | Met'alurgi Rustavi   | Jaba Dvali (Zestaponi, 20 reti)                                                         |
| 2012-2013 | Dinamo Tbilisi (14)   | Dila Gori            | Xisco Muñoz (Dinamo Tbilisi, 24 reti)                                                   |
| 2013-2014 | Dinamo Tbilisi (15)   | Zest'aponi           | Xisco Muñoz (Dinamo Tbilisi, 19 reti)                                                   |
| 2014-2015 | Dila Gori (1)         | Dinamo Batumi        | Irakli Modebadze (Dila Gori, 16 reti)                                                   |
| 2015-2016 | Dinamo Tbilisi (16)   | Samt'redia           | Giorgi Kvilitaia (Dinamo Tbilisi, 24 reti)                                              |
| 2016      | Samt'redia (1)        | Chik. Sachkhere      | Budu Zivzivadze (Samtredia, 11 reti)                                                    |

#### Erovnuli Liga
| Anno | Vincitore             | Secondo posto  | Capocannoniere                                                                          |
| ---- | --------------------- | -------------- | --------------------------------------------------------------------------------------- |
| 2017 | T'orp'edo Kutaisi (4) | Dinamo Tbilisi | Irakli Sikharulidze (Lokomotivi Tbilisi, 25 reti)                                       |
| 2018 | Saburtalo Tbilisi (1) | Dinamo Tbilisi | Giorgi Gabedava (Chikhura Sachkhere, 22 reti) Budu Zivzivadze (Dinamo Tbilisi, 22 reti) |
| 2019 | Dinamo Tbilisi (17)   | Dinamo Batumi  | Levan Kutalia (Dinamo Tbilisi, 20 reti)                                                 |
| 2020 | Dinamo Tbilisi (18)   | Dinamo Batumi  | Mykola Kovtaljuk (Dila Gori, 10 reti)                                                   |
| 2021 | Dinamo Batumi (1)     | Dinamo Tbilisi | Zoran Marušić (Dinamo Tbilisi, 16 reti)                                                 |
| 2022 | Dinamo Tbilisi (19)   | Dinamo Batumi  | Flamarion (Dinamo Batumi, 19 reti)                                                      |